# Mahalchhari
Mahalchhari (en bengali : মহালছড়ি) est une upazila du Bangladesh dans le district de Khagrachari. En 1991, on y dénombrait 32 609 habitants.